# ロシアの政党
ロシアの政党（ロシアのせいとう）では、現在活動しているロシアの政党およびかつて存在したロシアの政党における一覧を示す。

## 歴史
ロシアにおける政党政治は1905年のロシア第一革命によるドゥーマの開設に端を発する。しかし二月革命までの政党政治は皇帝の圧倒的な権力のもと不完全であり、しばしば皇帝とその与党に有利になるように選挙干渉が行われ、不平等な選挙システムが維持された。1917年の二月革命後、ドゥーマを基盤とする臨時政府のもとで憲法制定会議の開催が公約されるものの政情の混乱から延期が繰り返され、十月革命後、ロシア史上初めての完全普通選挙によって設置された全ロシア憲法制定会議はボリシェヴィキによってわずか一日で解散させられ、以後ボリシェヴィキとその後継政党による一党独裁体制がソ連末期まで続くこととなる。
1990年、ミハイル・ゴルバチョフによるペレストロイカの一環として複数政党制が導入されたのが現代ロシアの政党政治の起源である。その後ソ連崩壊や10月政変などの混乱を経て1993年に現行のロシア連邦議会が発足し、それと前後して様々な政党が結成され、今に至る。

## 有権者の社会構成
調査によると、2007年に統一ロシアに投票した有権者は、平均的な有権者よりも若く、市場経済志向が強い。同党の支持者には、生活を国家に依存している公務員、年金受給者、軍人が多く含まれる。統一ロシアの支持者の64％は女性である。研究者によると、これは女性が社会の安定を重視しているからであると推測される。2011年の国家院選挙に向けて、若者の間で統一ロシアへの支持が高まっていることが報告されている。

## 現在の主要政党
国家院（連邦議会下院）に議席を持つのは、以下の6政党であり、複数政党制を採用している。
- 統一ロシア - 右派（現在の与党）
- ロシア連邦共産党 - 極左
- 政党エル・デー・ペー・エル - 極右
- 公正ロシア - 左派
- 祖国 - 左派
- 市民プラットフォーム - 右派

## リベラル派
- ロシアの選択（エゴール・ガイダル、1993-1994）→ ロシアの民主的選択（ガイダル、1994-1999）→ 右派連合（右派勢力同盟）（ボリス・ネムツォフ、1999-2008）→ 右派活動（正義の事業）（ロシア民主党、市民勢力も合流、2008-）
- ロシアの統一と合意党（セルゲイ・シャフライ、1993）→ 我が家ロシアへ合流
- ヤブリンスキー・ボルディエフ・ルキン連合（グリゴリー・ヤブリンスキー、1993-1995）→ ヤブロコ（1995-、1999政党化）
- 未来のロシア (政党)（アレクセイ・ナワリヌイ、2014）

## 中道派
- 自由ロシア人民党（アレクサンドル・ルツコイ、自由ロシア国民党）　/　ロシア民主党（ニコライ・トラフキン）　/　刷新→市民同盟（アルカジー・ヴォリスキー）
- ロシア人共同体会議（ユーリ・スココフ）
- ロシア国民共和党（アレクサンドル・レベジ）
- 我が家ロシア（ヴィクトル・チェルノムイルジン、1995-99）→ 統一（セルゲイ・ショイグ、1994-99）→ 統一ロシア（ボリス・グルイズロフ、2001-）
- 祖国（ユーリ・ルシコフ、1998-99）　/　全ロシア（1998-99）→ 祖国・全ロシア（ルシコフ、エフゲニー・プリマコフ 1999-2001）→ 統一ロシアを結成
- ロージナ（祖国または母国）　/　ロシア生活党　/　ロシア年金党 → 公正ロシア（セルゲイ・ミロノフ、2006-）
- イワン・ルイプキン連合（イワン・ルイプキン・ブロック）
- 人民議員（政治社会運動） → ロシア連邦人民党（2001-） → 統一ロシア、公正ロシアに分散
- ロシア社会正義党 → 公正ロシアへ合流
- ロシア社会民主党 → 社会民主同盟 → ロシア独立民主党（ミハイル・ゴルバチョフ、2009- ）
- 緑のオルタナティヴ
- 緑の党 → 公正ロシアへの参加を呼びかけ
- ロシア・リバータリアン運動
- ビール愛好者党
- 地域間社会組織・G.K.ジューコフソ連邦元帥記念委員会

## 社会主義・共産主義
- ロシア連邦共産党（ゲンナジー・ジュガーノフ、1993-）
- ロシア農業党（ミハイル・ラプシン） → 統一ロシアへ合流
- ロシア「共産主義者同盟」
- ロシア共産主義労働者党（Российская Коммунистическая Рабочая Партия）
- ロシア社会主義勤労者党
- ロシアの女性
- 全連邦共産党ボリシェヴィキ（旧ソ連邦ボルシェビキ共産党、Всесоюзная Коммунистическая партия большевиков）
- 人民権力
- ロシア共産主義労働者党
- ロシア毛沢東主義党 (Российская маоистская партия)
- ロシアの共産主義者（Коммунисты России）
- ソビエト連邦共産党 (1992)
- 共産党連盟―ソ連共産党評議会
- 共産党同盟・ソ連共産党 (Союз коммунистических партий — Коммунистическая партия Советского Союза СКП-КПСС）
- ロシア再生党（ゲンナジー・セレズニョフ）
- ロシアの愛国者（ゲンナジー・セミギン）
- ロシア平和統一党 → ロシアの愛国者へ合流

## 民族主義・愛国主義
- ソビエト連邦自由民主党（ロシア語版） → ロシア自由民主党（ウラジーミル・ジリノフスキー、1991-）
- 国家ボリシェヴィキ党（エドワルド・リモノフ、1992-）
- 偉大なるロシア（大いなるロシア）（ドミトリー・ロゴージン、2007-）
- 人民同盟（セルゲイ・バブーリン）
- ロシア人民民族党（イヴァノフ・スハリョフスキー）
- ロシア民族統一
- ロシア民族愛国戦線（パーミャチ）（ヴァシリーエフ） - ペレストロイカ中期では、最も海外で知名度が高かった極右民族主義政党であり、ロシア自由民主党とは対立していた。

## 歴史的政党
- ソビエト連邦共産党
- ボリシェヴィキ
- メンシェヴィキ
- ロシア社会民主労働党
- 社会革命党（エス・エル）
- 立憲民主党（カデット）
- 10月17日同盟（オクチャブリスト）
- 進歩党